# Винників Наталя Сидорівна
Винників Наталя Сидорівна (псевдо Ада; 2 лютого 1920 р., м. Винники — 9 лютого 1942 р., м. Київ, Бабин Яр) — діячка ОУН.

## Життєпис

### Юність
Навчалася в гімназії ім. Кокорудзів  товариства «Рідна Школа» (в радянський період це — школа № 5). Очолювала шкільну організацію ОУН, мала псевдо «Ада».
Після закінчення гімназії заарештована 6 вересня 1940 р. радянськими «визволителями». НКВС користувалося архівами польської поліції, звідки черпало інформацію про українських патріотів, неблагонадійних для польської влади, і зразу ж визнавало їх і своїми ворогами. У результаті органи НКВС у 1940 р. провели у Львові тотальні арешти української інтелігенції, переважно студентів львівських навчальних закладів, та ініціювали показовий політичний процес, що дістав назву «Процесу 59-ти» за кількістю підсудних. Слідство тривало понад чотири місяці.

### «Процес  59-ти»
Цей великий політичний процес відбувся 15-18 січня 1941 р. у Львові в приміщенні обласного управління НКВС (тогочасна вул. Пелчинська, зараз — вул. Вітовського). Тоді перед радянським судом постали 59 молодих українців, віком від 16 до 30 років. Їх обвинувачували в приналежності до Організації Українських Націоналістів та в антирадянській діяльності. Радянські ідеологи сподівалися зламати, покарати одних і налякати всіх інших, хто мріяв про самостійну Україну. Натомість дістали яскраве свідчення високого, незламного українського патріотичного духу.

Всі учасники «Процесу 59-ти» сміливо й стійко заявляли про права українців на своїй землі. Матеріали кримінальної справи «Процесу 59-ти» із 19 томів сьогодні зберігаються в управлінні СБУ у Львівській області. В офіційних документах читаємо: 
|  | Більшість засуджених як на попередньому слідстві, так і на судовому засіданні не визнавали себе винними і не покаялись, а навпаки — заявляли у суді, що вони були і залишаються непримиренними ворогами радянської влади і у майбутньому, якщо буде така можливість, за будь-яких умов будуть вести боротьбу проти радянської влади… |

У результаті процесу до смертної кари засуджено 42 осіб, серед них — 11 дівчат (Ганна Боднар, Олена Волошин, Марта Грицай, Ірина Зубач, Володимира Ковалюк, Дарія Коверко, Любов Комар, Людвига Малащук, Ірина Пик і Олена Столяр, яка замордована іншим окупантом, гине в берлінській тюрмі). Серед засуджених до розстрілу дівчат була і Наталя Винників.

Сторінка протоколу з допитів Наталі збереглася в архіві. Там, де мав стояти підпис, дівчина записує Декалог українського націоналіста і додає: 
|  | На підставі Заповідей, я, провідник ОУН в школі № 5, моє псевдо — «Ада», не хочу розказувати слідству правди, не бажаю називати учасників організації, якими я керувала, не бажаю розказувати слідству про свою роботу в Організації Українських Націоналістів. Бажаю бути надалі вірною своїй організації, слідству я нічого більше не скажу, бо я хочу, щоби була Самостійна Україна. Остаюсь на позиціях оунівської влади. Наталя Винників. Львів, 10.ХІ.1940 р. |

 Її також засудили до розстрілу. Згодом Рішенням Колегії Верховного суду СРСР від 15 березня 1941 р. покарання було пом'якшене. Наталі Винників смертну кару замінили на 10 років концтаборів і 5 років позбавлення прав. Із Бригідок частину засуджених перевезли до бердичівської в'язниці.

### Підпільна праця у Києві
З наближенням фронту у липні 1941 р., коли німці бомбардували місто, Наталя разом з групою в'язнів вибралася на волю. Енкаведисти, відступаючи, підпалили тюрму і закидали її гранатами. Небагатьом вдалося врятуватися.
Після визволення Наталя Винників продовжує боротьбу в лавах ОУН, тепер уже проти німецьких окупантів. Із похідними групами ОУН українську патріотку направили на Східну Україну. Завдання похідних груп — організовувати населення східних регіонів на боротьбу з німцями, за самостійну Україну. 9 лютого 1942 р. у Києві гестапо заарештувало Наталю Винників. Разом з іншими патріотами її розстріляли у Бабиному Яру.